# Lobophytum
Lobophytum är ett släkte av koralldjur. Lobophytum ingår i familjen läderkoraller.

## Bildgalleri

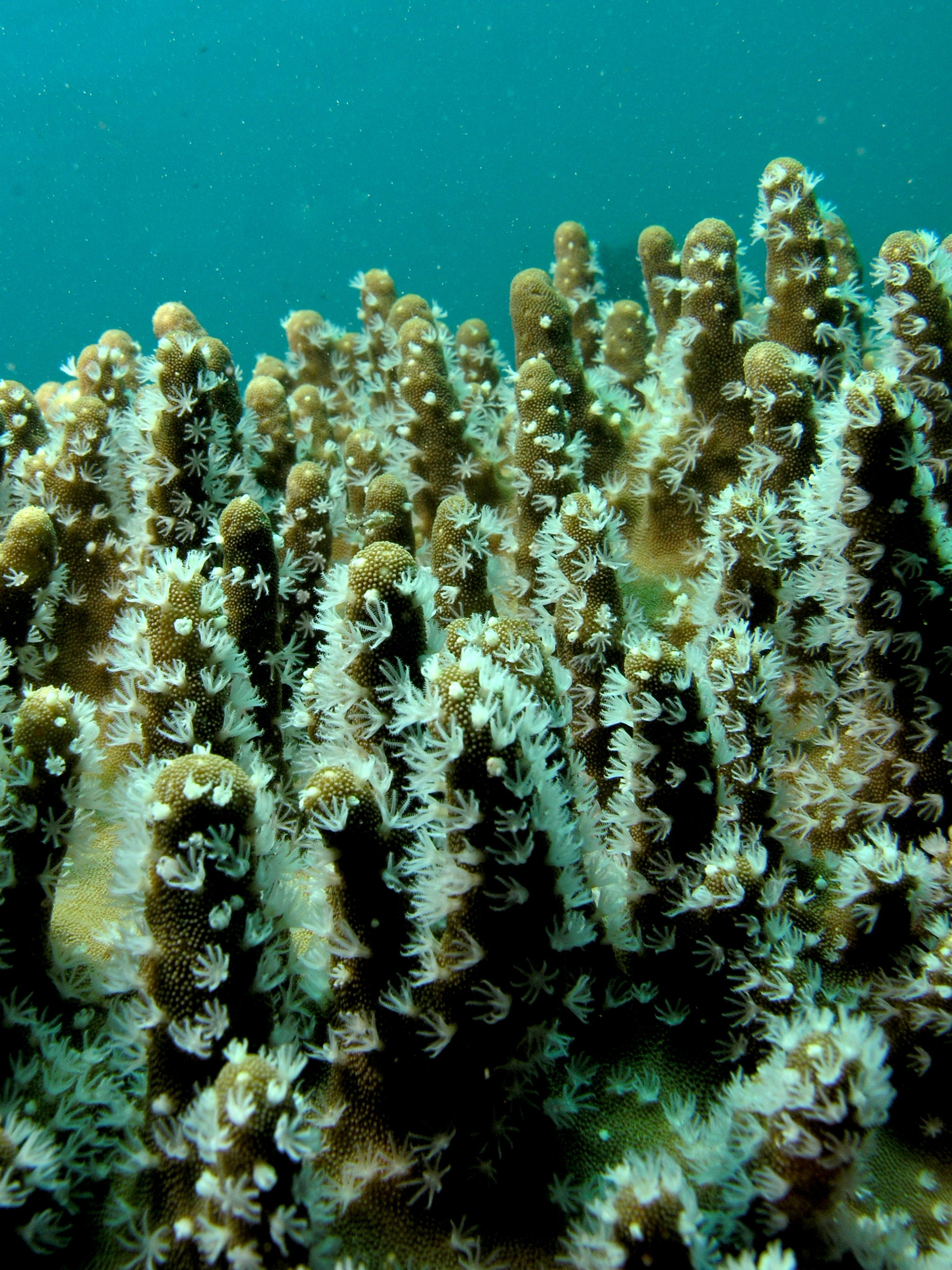
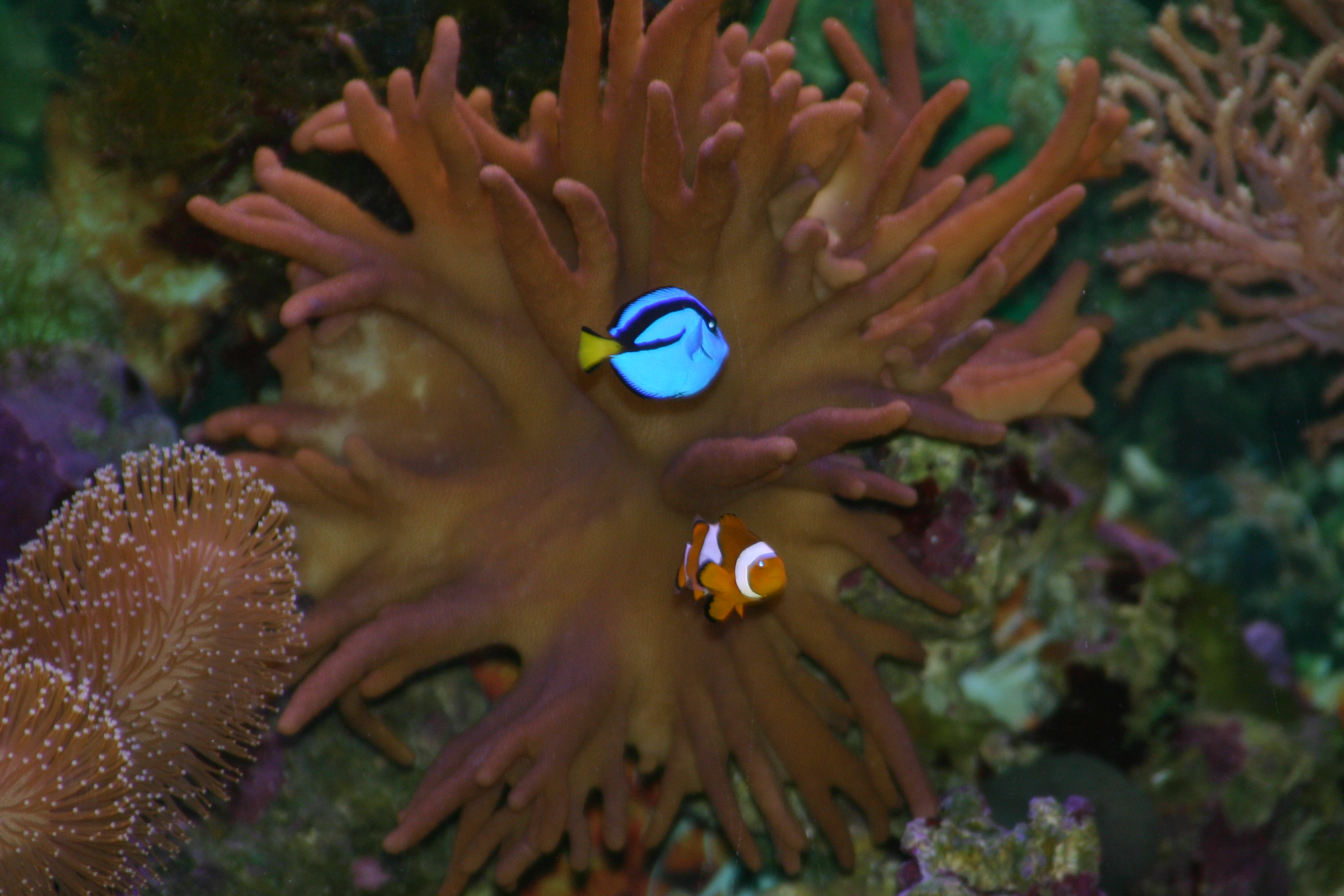
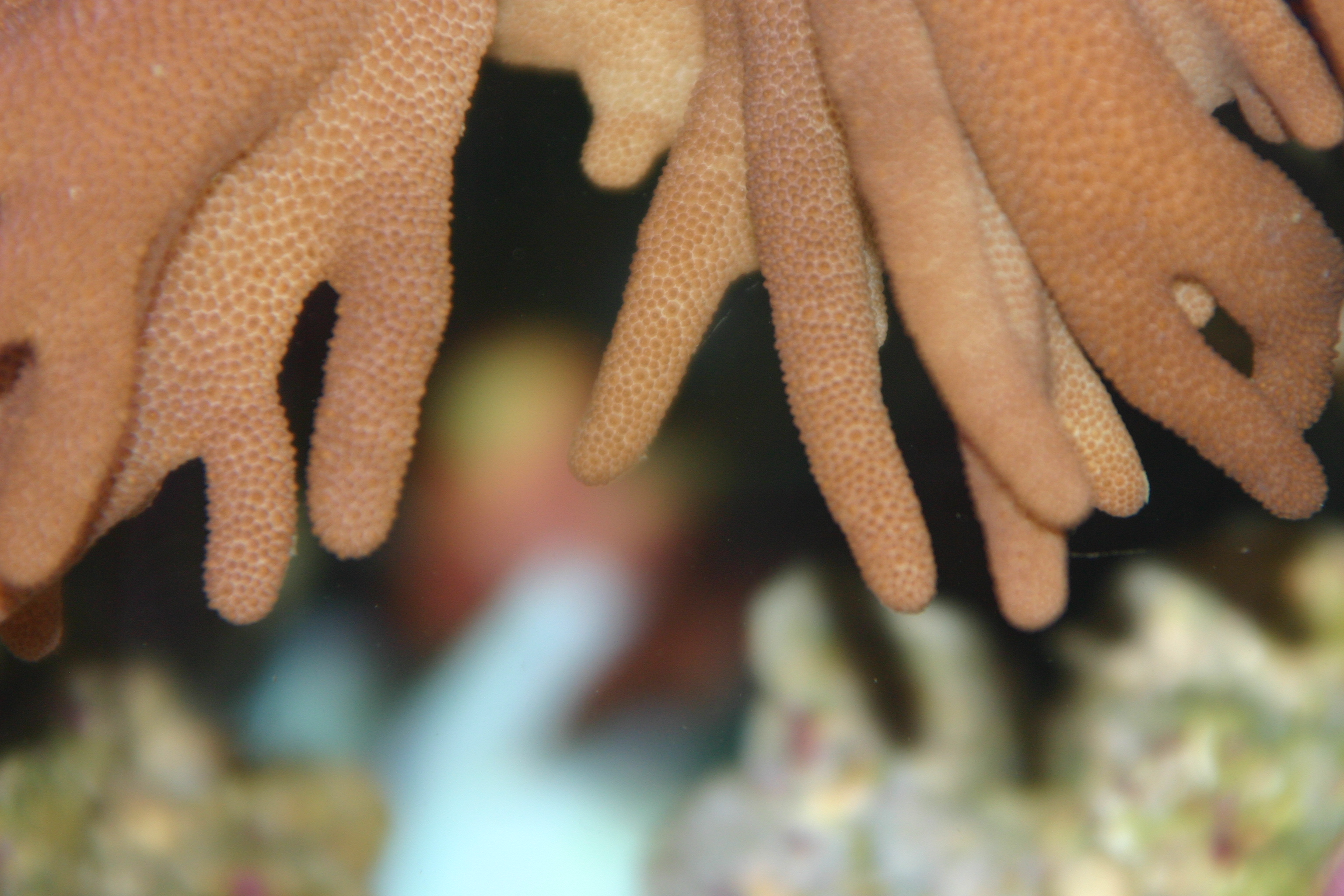
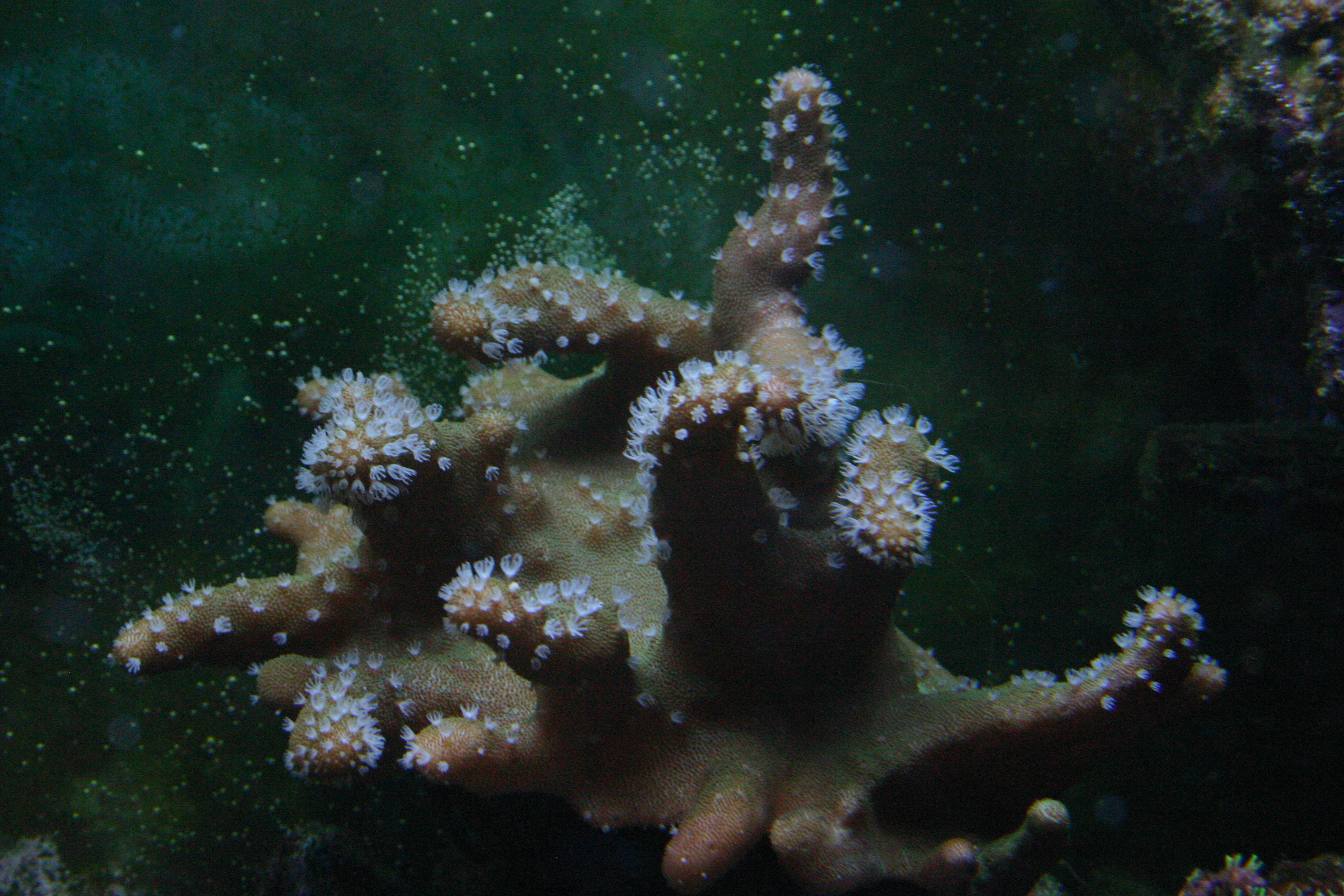
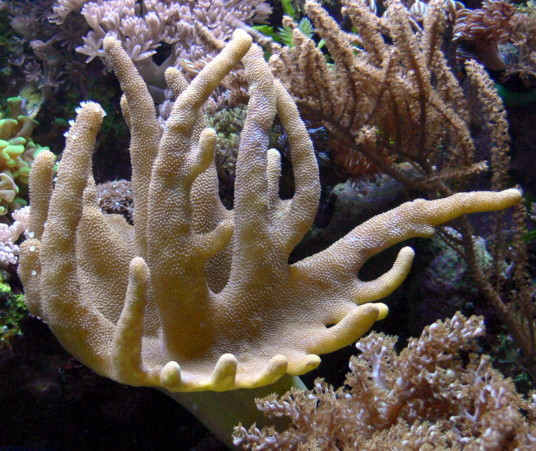
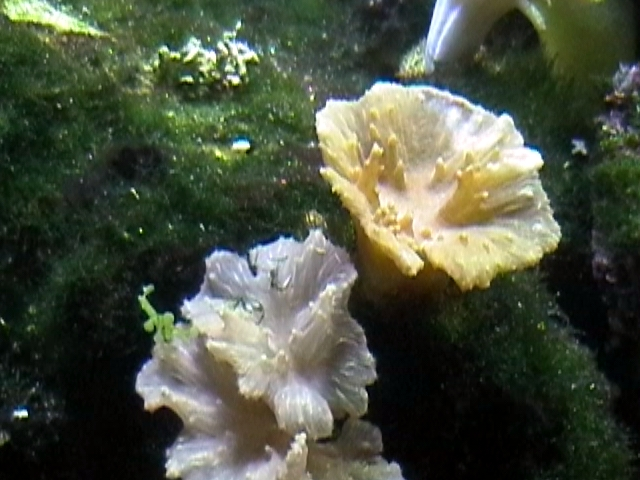

## Dottertaxa tillLobophytum, i alfabetisk ordning[1]
- Lobophytum altum
- Lobophytum anomolum
- Lobophytum batarum
- Lobophytum borbonicum
- Lobophytum caputospiculatum
- Lobophytum catalai
- Lobophytum compactum
- Lobophytum crassodigitum
- Lobophytum crassum
- Lobophytum crebliplicatum
- Lobophytum cristatum
- Lobophytum cryptocormum
- Lobophytum delectum
- Lobophytum densum
- Lobophytum denticulatum
- Lobophytum depressum
- Lobophytum durum
- Lobophytum gazellae
- Lobophytum hapalolobatum
- Lobophytum hirsutum
- Lobophytum ignotum
- Lobophytum irregulare
- Lobophytum jaeckeli
- Lobophytum jasparsi
- Lobophytum laevigatum
- Lobophytum lamarcki
- Lobophytum latilobatum
- Lobophytum legitimum
- Lobophytum lighti
- Lobophytum longispiculatum
- Lobophytum meandriforme
- Lobophytum michaelae
- Lobophytum microlobulatum
- Lobophytum microspiculatum
- Lobophytum mirabile
- Lobophytum oligoverrucum
- Lobophytum patulum
- Lobophytum pauciflorum
- Lobophytum planum
- Lobophytum proprium
- Lobophytum prostratum
- Lobophytum pusillum
- Lobophytum pygmapedium
- Lobophytum ransoni
- Lobophytum rigidum
- Lobophytum rotundum
- Lobophytum salvati
- Lobophytum sarcophytoides
- Lobophytum schoedei
- Lobophytum solidum
- Lobophytum spicodigitum
- Lobophytum strictum
- Lobophytum tecticum
- Lobophytum variatum
- Lobophytum varium
- Lobophytum venustum
- Lobophytum verrucosum
- Lobophytum verum